# Rhynchospora alba
Rhynchospora alba (L.) Vahl, 1805 è una pianta erbacea della famiglia delle Ciperacee.

## Distribuzione e habitat
È diffusa in Europa, nell'Asia temperata e in Nord America.

In Italia vive nelle zone boreali di Liguria, e Toscana a Bientina ed Altopascio, qui considerate specie relitta (colonia microtermica).
Vive in luoghi umidi e paludosi, laghi, fossi, sfagneti.